# كريستوفر مارتن (مغني)
كريستوفر مارتن (بالإنجليزية: Christopher Martin)‏ هو مغني جامايكي، ولد في 14 فبراير 1987.

## وصلات خارجية
- كريستوفر مارتن على موقع ميوزك برينز (الإنجليزية)
- كريستوفر مارتن على موقع ديسكوغز (الإنجليزية)